# Шрив, Генри
Генри Миллер Шрив (англ. Henry Miller Shreve; 21 октября 1785 — 6 марта 1851) — американский речной капитан и изобретатель.

## Биография
Генри Шрив родился в 1785 году в округе Берлингтон (Нью-Джерси). Его отец Израэль Шрив (англ.) был квакером и участником Американской революции.
С 1799 года Генри Шрив плавал по рекам, занимался пушной торговлей.
В 1814 году Шрив в качестве капитана парохода «Энтерпрайз» принял участие в битве за Новый Орлеан. В 1815 году на «Энтерпрайзе» он прошёл путь от Нового Орлеана до Луисвилла по Миссисипи и Огайо.
В 1816 году он по собственному проекту построил пароход «Вашингтон», который имел плоское дно и вторую палубу.
С 1821 года Шрив задумывался о том, как очистить реки от коряг, которые мешали судоходству.
В 1827 году он был назначен руководителем по улучшению западных рек. Шрив построил пароход «Гелиополис», специально предназначенный для очистки рек, и в 1829 году приступил к работе.
К концу 1830 года он очистил 200 миль на реке Миссисипи. Затем, до 1840 года он занимался очисткой Ред-Ривер (в частности, озера Каддо) и других притоков Миссисипи. Пароходы Шрива были прозваны «Зубодёрами Дяди Сэма» (Uncle Sam’s Tooth Pullers). Последние годы Шрив провёл в Сент-Луисе, где умер в 1851 году.
В честь него был назван город Шривпорт, стоящий на Ред-Ривер.